# Era de les revolucions
L'era de les revolucions o era de la revolució és el període que comprèn entre el 1774 i el 1848 aproximadament. En aquest temps va tindre lloc un nombre significatiu de moviments revolucionaris per tot Europa i les Amèriques. El període es distingeix pels canvis governamentals: de monarquies absolutistes a estats constitucionalistes o repúbliques. L'era de les revolucions inclou la Revolució dels EUA, la Revolució Francesa, la Revolució irlandesa de 1798, la Revolució d'Haití, la Revolució grega, la revolta d'esclaus a l'Amèrica Llatina, la Primera guerra d'independència italiana, les revolucions italianes de 1848 i els moviments d'independència de les colònies espanyoles i portugueses a l'Amèrica Llatina. També inclou, en cert sentit, la Revolució Industrial. Aquest període va debilitar els estats imperialistes europeus, que van perdre grans territoris al llarg del Nou Món. Per als britànics, la pèrdua de les Tretze Colònies va suposar un canvi d'objectius per a l'Imperi Britànic, amb Àsia i el Pacífic com a nous territoris per a expandir-se.

## Revolució Industrial
La Revolució Industrial va ser la transició a nous productes manufacturers del període del 1760 al 1820-1840 aproximadament. És un punt clau per a la història de la humanitat, ja que gairebé qualsevol aspecte quotidià s'hi va veure afectat d'alguna manera. En particular, els ingressos i la població van començar a augmentar de manera ininterrompuda per primera volta en la història.

## Guerra de la Independència dels Estats Units
Les Tretze Colònies de l'Amèrica britànica es van independitzar en la Revolució dels EUA de 1776. Aquest moviment va ser el primer que va aconseguir que una colònia europea s'independitzara i es posara en pràctica un govern elegit democràticament, una constitució i uns drets civils limitats, els quals no eren desconeguts, però eren singulars en conjunt. Açò va suposar el naixement dels Estats Units d'Amèrica.

## Revolució Francesa (1789-1799)
La Revolució francesa fou un període d'agitament radical polític i social a França que va tindre lloc des del 1789 fins al 1799, amb una gran repercussió sobre la història moderna dels francesos. Aquesta revolució va debilitar les monarquies i les esglésies poderoses, però va enfortir la democràcia i el nacionalisme. El ressentiment del poble pels privilegis dels quals gaudien el clergat i l'aristocràcia va esclatar enmig d'una crisi econòmica seguida de dues guerres devastadores i d'anys de mals cultius, i tot plegat va conduir a la necessitat de canvi. Aquests canvis es proposaren en els ideals de la Il·lustració i donaren lloc a la convocació dels Estats generals al maig de l'any 1789.

## Revolució d'Haití (1791-1804)
La Revolució d'Haití fou una revolta dels esclaus en la colònia francesa de Saint-Domingue, la qual va culminar amb l'eliminació de l'esclavitud en aquell territori i amb la proclamació de la República d'Haití. La Revolució d'Haití fou l'única revolta d'esclaus que va contribuir a la formació d'un estat. A més, generalment ha estat considerada com la rebel·lió d'esclaus més exitosa que mai ha tingut lloc i com un punt àlgid en la història d'Europa i de les Amèriques. La revolta va començar amb una rebel·lió dels esclaus negres africans a l'agost de l'any 1791 i va acabar al novembre del 1803 amb la derrota francesa en la batalla de Vertières. Haití es va convertir en un país independent l'1 de gener de l'any 1804.

## Rebel·lió irlandesa de 1798
L'any 1798, els irlandesos es revoltaren contra el domini britànic a Irlanda amb el propòsit de formar una república. La revolta fou iniciada per la Societat d'Irlandesos Units i dirigida per Theobald Wolfe Tone. Hi havia molts motius per rebel·lar-se contra el govern, però la revolució va ser provocada sobretot a causa del caràcter sectari de l'imperi britànic, el qual mantenia les lleis penals que discrepaven amb els catòlics i els presbiterians en la societat irlandesa. La rebel·lió va fracassar i va culminar amb l'acta d'unió l'any 1801.

## La revolució de Sèrbia (1804-1835)
La revolució de Sèrbia va ser l'aixecament nacional i el canvi constitucional a Sèrbia que tingué lloc entre 1804 i 1835, durant la qual aquest territori va evolucionar d'una província otomana a un territori rebel, una monarquia constitucional i una Sèrbia moderna.
La primera part del període, 1804-1815, va estar marcada per una violenta lluita per la independència de l'Imperi Otomà, en la qual tingueren lloc dos aixecaments armats, que finalitzaren amb un cessament d'hostilitats. L'últim període (1815-1835) va ser testimoni d'una consolidació pacífica del poder polític de Sèrbia, que era cada vegada més autònoma. Aquest període va culminar en el reconeixement del dret a la norma hereditària pels prínceps de Sèrbia en 1830 i 1833 i l'expansió territorial de la jove monarquia.
L'aprovació de la primera Constitució escrita l'any 1835 va abolir el feudalisme i la servitud, i va fer el país sobirà. El terme "Revolució de Sèrbia" va ser encunyat per un historiador acadèmic alemany, Leopold von Ranke, en el seu llibre Die Revolution Serbische, publicat l'any 1829. Aquests esdeveniments van marcar la fundació de la Sèrbia moderna.
La raó per la qual els investigadors han caracteritzat la Guerra d'Independència de Sèrbia i el posterior alliberament nacional com una revolució rau en el fet que els aixecaments foren iniciats per grans masses de població sèrbia rurals que estaven seguint el conflicte de classe més sever amb els propietaris de terres turques com a amos polítics i econòmics al mateix temps, una situació similar a la viscuda a Grècia del 1821 al 1832.

## Guerres d'independència hispanoamericanes (1808-1833)
Amèrica Llatina va patir les revolucions independentistes en el moment que se separaren les colònies d'Espanya i Portugal, la qual cosa va donar lloc a la creació de noves nacions. Aquests moviments van ser generalment dirigits ètnicament per espanyols, però nascuts criolls; sovint aquests eren els ciutadans rics que exercien alts càrrecs de poder, però tot i així van ser poc respectats pels espanyols nascuts a Europa. Un d'aquests criolls va ser Simón Bolívar, qui va dirigir diverses revolucions al llarg d'Amèrica del Sud i va ajudar a establir la Gran Colòmbia. Una altra figura important va ser José de San Martín que va contribuir a crear les Províncies Unides del Río de la Plata i es va convertir en el primer president del Perú. Algunes revoltes d'Amèrica Llatina, com la revolució d'Haití, van ser dirigides pels esclaus.

## Guerra d'independència de Grècia (1821-1832)
Grècia, al començament de la dècada del 1800, estava sota el domini de l'imperi otomà. Una sèrie de revoltes va iniciar el conflicte a partir de l'any 1821. L'Imperi Otomà va enviar forces per reprimir les revoltes. Al voltant del 1827, les forces de Rússia, la Gran Bretanya i França van entrar en el conflicte, i van ajudar els grecs a espantar les forces turques de la península del Peloponès. Els turcs van reconèixer finalment Grècia com una nació lliure al maig de l'any 1832.

## Revolució de 1848
Les revolucions europees de l'any 1848, conegudes en alguns països com la Primavera de les Nacions, la Primavera dels Pobles o l'Any de La Revolució, foren una sèrie de revoltes polítiques que tingueren lloc per tot Europa l'any 1848. Aquesta és encara l'onada revolucionària més estesa en la història europea, però al llarg d'un any, les forces reaccionàries havien recuperat el control, i les revolucions caigueren.